# Lycaena decidia
Lycaena decidia är en fjärilsart som beskrevs av William Chapman Hewitson 1876. Lycaena decidia ingår i släktet Lycaena och familjen juvelvingar. Inga underarter finns listade i Catalogue of Life.